# Осовский, Григорий Осипович
Григорий Осипович Осовский — советский военный деятель, военинженер 1 ранга.

## Биография
Григорий Осовский родился в 1894 году в деревне Ходорково Киевской губернии.
Осовский (Оссовский) Григорий Осипович (настоящая фамилия: Зозовский, пс.: Зора, Зорин). 1894, д. Ходорково Киевской губернии — 01.09.1938, г. Москва.
Еврей. Из служащих. Военный инженер 1 ранга. В РККА с 1921. Член Французской социал-демократической партии (1916-1918), Французской компартии (1918-1930), ВКП(б) с 1930. Окончил экстерном гимназию (1911), Художественное училище в Киеве (1911-1912), Электромеханический институт в городе Каен, Франция (1916-1917).
Служил на заводе и давал уроки (1912-1913), затем уехал во Францию. Учился в Электротехническом институте в Тулузе и там же работал электромонтером (1913-1914), по той же специальности трудился в Барселоне, Испания (1914-1916) и снова в Тулузе (1916).
Электромонтажник на парижских заводах (1917-1919), инженер французской фирмы «Госсе и Ко» (1920-1921), член Русской группы Большого Парижа (с 1917), Комитета III Интернационала.
Сотрудник советской военной разведки во Франции в резидентуре, которую возглавлял сначала Б. Н. Иванов, а потом С. П. Урицкий (1921-1923).
Я. К. Берзин 4.03.1929 отмечал...

«Работал по нашей линии в нелегальной обстановке за рубежом... За этот период он себя показал как преданный и надежный партиец» — 
В 1920−1937 годах — в распоряжении Разведуправления РККА в Австрии, Франции, сотрудник Разведуправления РККА.
Отозван с зарубежной работы и 23 сентября 1937 г. уволен в запас РККА. Проживал в Москве.
Арестован 17 марта 1938 г., Военной коллегией Верховного суда СССР 1 сентября 1938 г. по обвинению в "шпионаже" приговорен к расстрелу, приговор приведен в исполнение в тот же день.
Реабилитирован в 1992 г. на основании РСФСР от 18 октября 1991 г. "О реабилитации жертв политических репрессий".

## Награды
- Орден Красного Знамени

## Звания
- военинженер 1 ранга
- Почётный сотрудник госбезопасности